# Інцлінген
Інцлінген (нім. Inzlingen) — громада в Німеччині, знаходиться в землі Баден-Вюртемберг. Підпорядковується адміністративному округу Фрайбург. Входить до складу району Леррах.
Площа — 9,48 км2. Населення становить 2524 ос. (станом на 31 грудня 2020).